# Distrito electoral federal 3 de Sinaloa

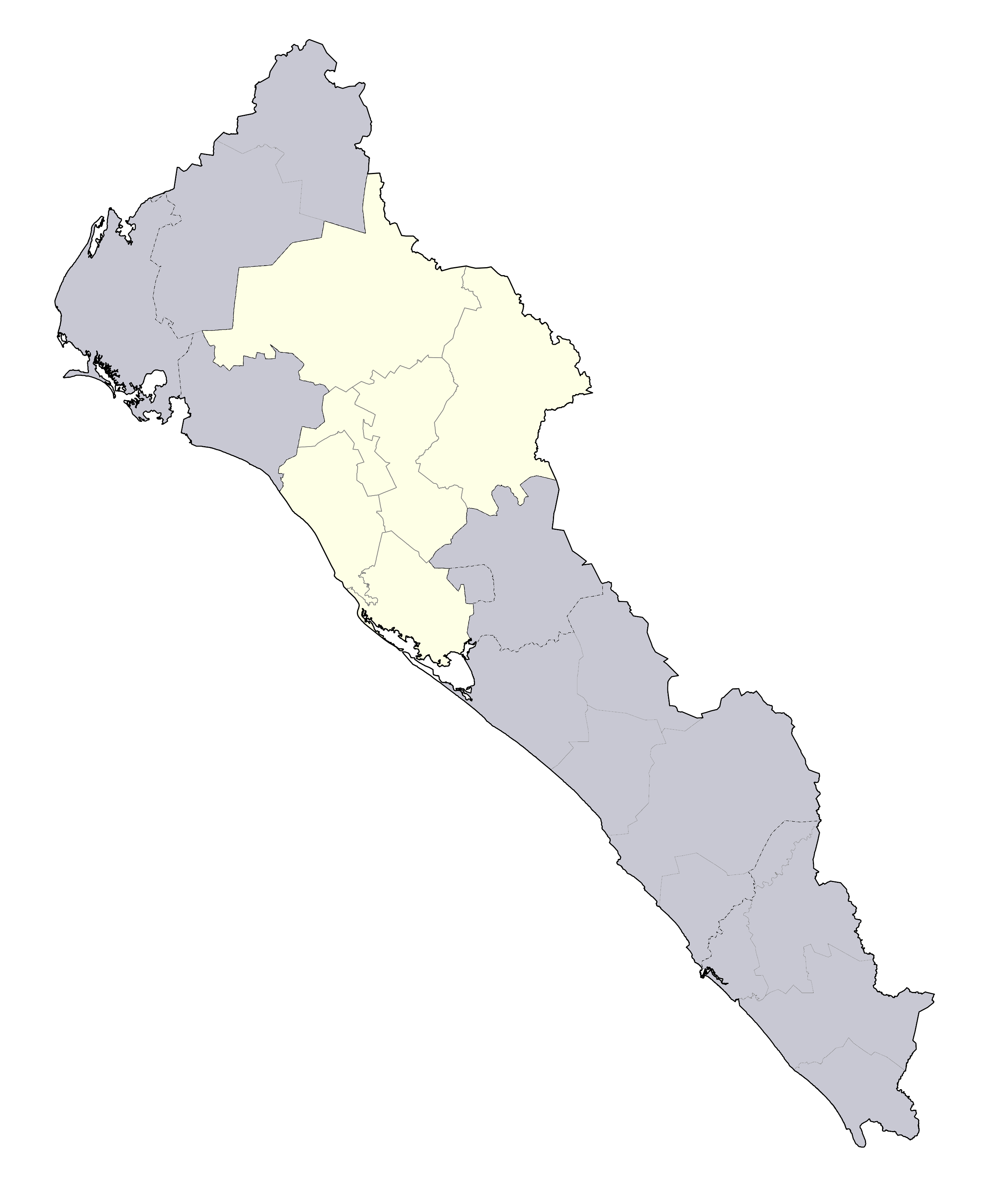
Distrito Electoral Federal 03 de Sinaloa.

El Distrito Electoral Federal 03 de Sinaloa es uno de los 300 distritos electorales en los que se encuentra dividido el territorio de México y uno de los 7 en los que se divide el estado de Sinaloa. Su cabecera es la ciudad de Guamúchil, Sinaloa.
Está formado por el territorio de los municipios de Angostura, Navolato, Salvador Alvarado y el sector poniente de Culiacán.
El diputado federal por el III Distrito de Sinaloa en la LIX Legislatura (2009-2012) es: Rolando Bojórquez Gutiérrez.

## Diputados por el distrito
| Legislatura   | Periodo                                           | Diputado                        | Grupo parlamentario                  |
| ------------- | ------------------------------------------------- | ------------------------------- | ------------------------------------ |
| I             | 7 de diciembre de 1857-17 de mayo de 1861         |                                 |                                      |
| II            | mayo de 1861-mayo de 1863                         |                                 |                                      |
| III           | 20 de octubre de 1863-1865                        |                                 |                                      |
| IV            | 5 de noviembre de 1867-14 de septiembre de 1868   |                                 |                                      |
| V             | 15 de septiembre de 1869-15 de septiembre de 1871 |                                 |                                      |
| VI            | 15 de septiembre de 1871-15 de septiembre de 1873 |                                 |                                      |
| VII           | 15 de septiembre de 1873-15 de septiembre de 1875 |                                 |                                      |
| VIII          | 15 de septiembre de 1875-22 de mayo de 1878       |                                 |                                      |
| IX            | 2 de septiembre de 1878-15 de septiembre de 1880  |                                 |                                      |
| X             | 16 de septiembre de 1880-15 de septiembre de 1882 |                                 |                                      |
| XI            | 16 de septiembre de 1882-15 de septiembre de 1884 |                                 |                                      |
| XII           | 16 de septiembre de 1884-15 de septiembre de 1886 |                                 |                                      |
| XIII          | 16 de septiembre de 1886-15 de septiembre de 1888 |                                 |                                      |
| XIV           | 16 de septiembre de 1888-15 de septiembre de 1890 |                                 |                                      |
| XV            | 16 de septiembre de 1890-15 de septiembre de 1892 |                                 |                                      |
| XVI           | 16 de septiembre de 1892-15 de septiembre de 1894 |                                 |                                      |
| XVII          | 16 de septiembre de 1894-15 de septiembre de 1896 |                                 |                                      |
| XVIII         | 16 de septiembre de 1896-15 de septiembre de 1898 |                                 |                                      |
| XIX           | 16 de septiembre de 1898-15 de septiembre de 1900 |                                 |                                      |
| XX            | 16 de septiembre de 1900-15 de septiembre de 1902 |                                 |                                      |
| XXI           | 16 de septiembre de 1902-15 de septiembre de 1904 |                                 |                                      |
| XXII          | 16 de septiembre de 1904-15 de septiembre de 1906 |                                 |                                      |
| XXIII         | 16 de septiembre de 1906-15 de septiembre de 1908 |                                 |                                      |
| XXIV          | 16 de septiembre de 1908-15 de septiembre de 1910 |                                 |                                      |
| XXV           | 16 de septiembre de 1910-15 de septiembre de 1912 |                                 |                                      |
| XXVI          | 16 de septiembre de 1912-10 de octubre de 1913    |                                 |                                      |
| XXVI (bis)    | 16 de noviembre de 1913-5 de agosto de 1914       |                                 |                                      |
| Constituyente | 1 de diciembre de 1916-5 de febrero de 1917       | Carlos M. Esquerro              |                                      |
| XXVII         | 15 de abril de 1917-31 de agosto de 1918          | Mariano Rivas                   |                                      |
| XXVIII        | 1 de septiembre de 1918-31 de agosto de 1920      |                                 |                                      |
| XXIX          | 1 de septiembre de 1920-31 de agosto de 1922      |                                 |                                      |
| XXX           | 1 de septiembre de 1922-31 de agosto de 1924      | Salomé Vizcarra                 |                                      |
| XXXI          | 1 de septiembre de 1924-31 de agosto de 1926      |                                 |                                      |
| XXXII         | 1 de septiembre de 1926-31 de agosto de 1928      |                                 |                                      |
| XXXIII        | 1 de septiembre de 1928-31 de agosto de 1930      |                                 |                                      |
| XXXIV         | 1 de septiembre de 1930-31 de agosto de 1932      |                                 |                                      |
| XXXV          | 1 de septiembre de 1932-31 de agosto de 1934      |                                 |                                      |
| XXXVI         | 1 de septiembre de 1934-31 de agosto de 1937      |                                 |                                      |
| XXXVII        | 1 de septiembre de 1937-31 de agosto de 1940      |                                 |                                      |
| XXXVIII       | 1 de septiembre de 1940-31 de agosto de 1943      |                                 |                                      |
| XXXIX         | 1 de septiembre de 1943-31 de agosto de 1946      | Bernardo Norzagaray Ángulo      |                                      |
| XL            | 1 de septiembre de 1946-31 de agosto de 1949      |                                 |                                      |
| XLI           | 1 de septiembre de 1949-31 de agosto de 1952      |                                 |                                      |
| XLII          | 1 de septiembre de 1952-31 de agosto de 1955      |                                 |                                      |
| XLIII         | 1 de septiembre de 1955-31 de agosto de 1958      | Joaquín Duarte López            | Partido Revolucionario Institucional |
| XLIV          | 1 de septiembre de 1958-31 de agosto de 1961      | J. Concepción Carrillo Carrillo | Partido Revolucionario Institucional |
| XLV           | 1 de septiembre de 1961-31 de agosto de 1964      |                                 |                                      |
| XLVI          | 1 de septiembre de 1964-31 de agosto de 1967      |                                 |                                      |
| XLVII         | 1 de septiembre de 1967-31 de agosto de 1970      | Miguel Leyson Pérez             | Partido Revolucionario Institucional |
| XLVIII        | 1 de septiembre de 1970-31 de agosto de 1973      | Renato Vega Alvarado            | Partido Revolucionario Institucional |
| XLVIII        | 29 de septiembre de 1972-31 de agosto de 1973     | Víctor Gandarilla Carrasco      | Partido Revolucionario Institucional |
| XLIX          | 1 de septiembre de 1973-29 de septiembre de 1972  | Fernando Uriarte Hernández      | Partido Revolucionario Institucional |
| L             | 1 de septiembre de 1976-31 de agosto de 1979      | Rafael Oceguera Ramos           | Partido Revolucionario Institucional |
| LI            | 1 de septiembre de 1979-31 de agosto de 1982      | Jesús Enrique Hernández Chávez  | Partido Revolucionario Institucional |
| LII           | 1 de septiembre de 1982-31 de agosto de 1985      | Jesús Manuel Viedas Esquerra    | Partido Revolucionario Institucional |
| LIII          | 1 de septiembre de 1985-31 de agosto de 1988      | Mario Niebla Álvarez            | Partido Revolucionario Institucional |
| LIV           | 1 de septiembre de 1988-31 de octubre de 1991     | Jorge del Rincón Bernal         | Partido Acción Nacional              |
| LV            | 1 de noviembre de 1991-31 de octubre de 1994      | Humberto Gómez Campeña          | Partido Revolucionario Institucional |
| LVI           | 1 de noviembre de 1994-31 de agosto de 1997       | Jorge Kondo López               | Partido Revolucionario Institucional |
| LVII          | 1 de septiembre de 1997-31 de agosto de 2000      | Alfredo Villegas Arreola        | Partido Revolucionario Institucional |
| LVIII         | 1 de septiembre de 2000-31 de agosto de 2003      | Martha Ofelia Maza Escalante    | Partido Revolucionario Institucional |
| LIX           | 1 de septiembre de 2003-31 de agosto de 2006      | Rosa Hilda Valenzuela Rodelo    | Partido Revolucionario Institucional |
| LX            | 1 de septiembre de 2006-31 de agosto de 2009      | Gilberto Ojeda Camacho          | Partido Revolucionario Institucional |
| LXI           | 1 de septiembre de 2009-31 de agosto de 2012      | Rolando Bojórquez Gutiérrez     | Partido Revolucionario Institucional |
| LXII          | 1 de septiembre de 2012-31 de agosto de 2015      | Alfonso Insunza Montoya         | Partido Revolucionario Institucional |
| LXIII         | 1 de septiembre de 2015-31 de agosto de 2018      | Evelio Plata Inzunza            | Partido Revolucionario Institucional |
| LXIV          | 1 de septiembre de 2018-31 de agosto de 2021      | Jesús Fernando García Hernández | Movimiento Regeneración Nacional     |
| LXV           | 1 de septiembre de 2021-31 de agosto de 2024      | Jesús Fernando García Hernández | Movimiento Regeneración Nacional     |
| LXVI          | 1 de septiembre de 2024-31 de agosto de 2027      | Jesús Fernando García Hernández | Movimiento Regeneración Nacional     |

## Elecciones de 2012
|  | Partido Acción Nacional                                                                   |  | Cruz Eduardo Angulo Castro |
|  | Partido Revolucionario Institucional                                                      |  | Alfonso Inzunza Montoya    |
|  | Coalición Movimiento Progresista (Partido de la Revolución Democrática, PT, Convergencia) |  | Juana López Iribe          |
|  | Partido Verde Ecologista de México                                                        |  | Iram Levy León Rodríguez   |
|  | Partido Nueva Alianza                                                                     |  | Serapio Vargas Ramírez     |